# Haïtiaanse voetbalbond
De Fédération Haïtienne de Football of Haïtiaanse voetbalbond (FHF) is de voetbalbond van Haïti. De voetbalbond werd opgericht in 1904 en is sinds 1961 lid van de CONCACAF. In 1934 werd de bond lid van de FIFA.
De voetbalbond is verantwoordelijk voor het Haïtiaans voetbalelftal.

## President
De huidige president (december 2018) is Yves Jean-Bart.